# 霊山県 (遼寧省)
霊山県（れいざん-けん）は中華人民共和国遼寧省にかつて存在した県。現在の瀋陽市法庫県北西部に相当する。
遼代に設置され、1269年（至元6年）、元朝により廃止された。